# ARP Pro/DGX
L'ARP Pro/DGX è stato l'ultimo sintetizzatore a "preset" costruito dalla ARP Instruments. Fu commercializzato a partire dal 1977 fino al 1980, anno del crollo finanziario della compagnia.

## Storia

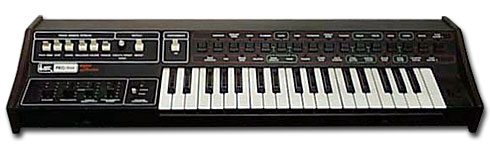
ARP Pro/DGX

Come il Pro Soloist, il Pro/DGX conteneva 30 preset ed aveva funzionalità aftertouch. Inoltre, per forma e colore appariva come identico ad altri due sintetizzatori ARP: l'Explorer e il Pro Soloist stesso. Nonostante ciò, il Pro/DGX differiva sotto molti aspetti da questi altri due modelli. Innanzitutto era costituito con un nuovo telaio metallico, e ciò rendeva lo strumento più solido dei predecessori. Inoltre, la gestione e selezione dei preset si effettuava con pulsanti, anziché con interruttori come nei precedenti modelli.
La prima serie prodotta era esteriormente identica al Pro Soloist, mentre successivamente il sintetizzatore venne prodotto utilizzando la livrea nero-arancione, tipica degli strumenti ARP, come il Quadra o l'Odyssey Mk-3.
I preset nel Pro/DGX erano quasi interamente gli stessi presenti nel Pro Soloist. Differente era invece la tipologia del suono prodotto, a causa della presenza di un nuovo filtro sonoro. In molti descrivono il suono del Pro/DGX come più "caldo" e "brillante" rispetto ai precedenti, e ciò fece considerare il Pro/DGX come uno dei migliori synth a preset.
Tra i musicisti più noti che hanno utilizzato il Pro/DGX figurano i Tangerine Dream e i Keane.

## Caratteristiche
Nel Pro/DGX erano contenuti 30 preset, molti dei quali riproducevano il suono di strumenti acustici. Altri effetti presenti includevano pitch, portamento, vibrato, growl e wow effects (effetti "wow"). La tastiera aveva 37 tasti con sensibilità alla pressione per volume, brillantezza, vibrato, wow, growl, ed altri effetti sonori. Un filtro di base, l'effetto di inviluppo e i controlli LFO permettevano di modificare leggermente i preset. Non era invece possibile memorizzare le proprie impostazioni, in quanto il sintetizzatore non era provvisto di memoria interna.

## Architettura
L'architettura del Pro DGX è unica nella produzione ARP Instruments; diverse scelte progettuali inserirono la logica digitale in più sezioni dello struimento: la lettura della tastiera, la selezione dei preset, il controllo del VCO e la generazione di forme d'onda erano tutti asserviti da integrati digitali TTL. È importante osservare che non si faceva ancora ricorso al microprocessore, ma più semplicemente i progettisti ARP avevano intuito la grande utilità di impiegare i circuiti integrati logici per controllare in modo più serrato e preciso alcune funzioni cruciali dello strumento. Il risultato quindi fu uno strumento realmente ibrido, in cui il segnale audio era trattato quasi completamente in via analogica, mentre tutto il sistema di contorno era a base numerica.
Venne abbandonato il classico schema di tastiera con divisore resistivo, in favore di una codifica digitale; questa permetteva una migliore stabilità dei contatti della tastiera, non più causa di stonature, incertezze o disallineamenti, ove la pressione di un tasto veniva letta da una matrice digitale e inviata in un convertitore D/A per il controllo dei moduli gestiti in tensione; il sistema digitale si occupava anche di innescare gli impulsi di gate e trigger necessari ai generatori di inviluppo. L'oscillatore controllato in tensione era realizzato mediante un interessante circuito che impiegava un transistor unigiunzione operante a frequenza molto elevata (7 o 8 ottave più alta del suono prodotto), inserito in un anello di controllo della frequenza a retroazione: la frequenza prodotta dal transistor passava attraverso un divisore digitale, per operare i necessari salti di ottava, e la frequenza così ottenuta era convertita in tensione e rimandata all'ingresso della catena, per essere continuamente confrontata con la tensione proveniente dal convertitore D/A, applicando le necessarie correzioni all'intonazione. Questa configurazione permetteva di abbandonare i tradizionali metodi di correzione della temperatura (resistenze Tempco, accoppiamenti termici) ed impiegare un componente non particolarmente stabile (il transistor unigiunzione appunto), fornendogl la necessaria compensazione per tracciare con grande precisione l'estensione delle note dello strumento. Gli stretti impulsi così generati passavano attraverso un divisore digitale, gestito dalla matrice di selezione del preset scelto, e da un particolare contatore che, grazie ad una matrice resistiva di precisione, permetteva di simulare un dente di sega mediante 64 step, oltre a produrre un segnale ad onda rettangolare necessario per alcuni preset.
Un generatore con queste caratteristiche può essere a pieno titolo considerato il precursore del DCO.
Il filtro impiegato era l'ARP 4034 a transistor ladder, famoso clone del filtro Moog e protagonista di un accordo commerciale fra le due aziende per sanare il plagio.
Per simulare i vari strumenti, il PRO/DGX utilizzava dei filtri statici dedicati, detti resonators, con lo scopo di estrarre dai suono le armoniche desiderate. Alcuni resonators erano multipli, ovvero ogni filtro poteva essere variato entro un certo margine, oppure combinato in vari modi, così da variarne il comportamento e imitare strumenti differenti.